# Parz (Gemeinde Munderfing)
Parz ist ein Ort im Innviertel in Oberösterreich wie auch Ortschaft  der Gemeinde Munderfing im Bezirk Braunau am Inn.

## Geographie
Der Ort Parz befindet sich gut 8 Kilometer südöstlich von Mattighofen, 8 Kilometer nordwestlich von Straßwalchen.
Die Rotte liegt 3½ Kilometer südöstlich des Ortes Munderfing rechts im Mattigtal auf um die 500 m ü. A. Höhe, direkt an der B147 Braunauer Straße am Fuß des Kobernaußerwalds. Hier fließt der Schwemmbach durchs Mattigtal.
Die Ortschaft umfasst knapp 15 Gebäude mit 46 Einwohnern.
Der Ort liegt am Schwemmkegel des Baches aus dem Parzer Tal, das sich in den Kobernaußerwald hinein (schon in Lengauer Gemeindegebiet) zum Weißenstein (683 m ü. A.) erstreckt. Der Ort liegt am rechten (nördlichen) Hang, südlich liegt der Pfandlwirt und verstreut weitere Häuser.
| Lichteneck           |                                             |                               |
| Achenlohe Baumgarten | Kompassrose, die auf Nachbargemeinden zeigt |                               |
| Kolming              | Aug ∗ (Gem. Lengau)                         | Heiligenstatt ∗ (Gem. Lengau) |

∗ Die Leikermoser Mühle  südöstlich an der Straße gehört noch zu Kolming

## Geschichte und Infrastruktur
Der Ortsname kommt vermutlich von porze/parze, einem ostmittelbairisch-mittelhochdeutschen Wort für ‚steiniger, mager bewachsener Hügel‘. Da hier im Raum die alte Römerstraße und die nachantike romanische Siedlungskontinuität bekannt ist, könnte auch eine Ableitung zu lateinisch pars ‚Parzelle‘ oder porta ‚Tor‘ in Bezug auf eine Ansiedlung vorliegen. Der Ort war im Mittelalter bambergisch.
Der Pfandlwirt hat seinen Namen wohl von der Pfannenschmiede, die sich am Schwemmbach befand (Hnr. 6).
Oberhalb des Parzer Tals befindet sich der neu erbaute Windpark Munderfing, von hier führt ein Fußweg hinauf. Der Kobernaußerwald selbst ist Spazier- und Montainbikegebiet und von zahlreichen Forstwegen durchzogen.

## Nachweise
- 40426 – Munderfing. Gemeindedaten der Statistik Austria

1. ↑  Website des Pfandlwirt
2. ↑  Karl Fannenböck, Herbert Himmelbauer, Rudolf W. Schmidt: Munderfing. Ein Heimatbuch. Munderfing 1978 (1976, 1977), Kapitel Ortschaften, 15. Parz (Kapitel (Memento des Originals vom 4. Mai 2009 im Internet Archive)  Info: Der Archivlink wurde automatisch eingesetzt und noch nicht geprüft. Bitte prüfe Original- und Archivlink gemäß Anleitung und entferne dann diesen Hinweis., pdf, munderfing.at, dort S. 2)
3. ↑  Erich Kropf: Spurensuche: Bamberger Rechte und Einflüsse in Österreich, Italien, Slowenien und der Schweiz; ein historisch-topografisches Repertorium. Band 39 von Schriftenreihe des Historischen Vereins Bamberg, Verlag Schulze, 2004, S. 33  (eingeschränkte Vorschau in der Google-Buchsuche).
4. ↑  Heimatbuch 1978 (1977), Kapitel Hausnamen, Liste Hausnamen: Parz und Liste Familien, die schon seit Anlage des alten Grundbuches in Mattighofen auf ihrem Hofe waren und ihn seither halten, Nr. 9 (Kapitel (Seite nicht mehr abrufbar, festgestellt im Mai 2019. Suche in Webarchiven)  Info: Der Link wurde automatisch als defekt markiert. Bitte prüfe den Link gemäß Anleitung und entferne dann diesen Hinweis., pdf, munderfing.at, dort S. 9 resp. 10)